# Katchewanooka Lake
Katchewanooka Lake är en sjö i Kanada.   Den ligger i countyt Peterborough County och provinsen Ontario, i den sydöstra delen av landet, 230 km sydväst om huvudstaden Ottawa. Katchewanooka Lake ligger 229 meter över havet. Arean är 2,5 kvadratkilometer. Den sträcker sig 4,3 kilometer i nord-sydlig riktning, och 2,5 kilometer i öst-västlig riktning.
Omgivningarna runt Katchewanooka Lake är en mosaik av jordbruksmark och naturlig växtlighet. Runt Katchewanooka Lake är det ganska glesbefolkat, med 23 invånare per kvadratkilometer.